# Tongkil
Tongkil, nota anche come Banguingui, è una municipalità di quinta classe delle Filippine, situata nella Provincia di Sulu, nella Regione Autonoma nel Mindanao Musulmano.
Tongkil è formata da 14 baranggay:
- Bakkaan
- Bangalaw
- Danao
- Dungon
- Kahikukuk
- Luuk (Pob.)
- North Paarol
- Sigumbal
- South Paarol
- Tabialan
- Tainga-Bakkao
- Tambun-bun
- Tattalan
- Tinutungan